# لورنا دون
لورنا دون (انگلیسی: Lorna Doone) یک تله‌فیلم درام بریتانیایی است که در سال ۱۹۹۰ منتشر شد.

## بازیگران
- کلایو اوون
- شان بین
- پالی واکر
- بیلی وایتلا
- کنث هی
- رابرت استیونس
- پل یانگ
- ریچل کمپسون
- هیو فریزر
- مایلز اندرسون